# Escut adovellat al carrer Major, 8 (Vilanova del Camí)
L'Escut adovellat al carrer Major, 8 és una obra de Vilanova del Camí (Anoia) inclosa a l'Inventari del Patrimoni Arquitectònic de Catalunya.

## Descripció
És l'únic element conservat d'un antic casal que ens pot servir de referència doncs d'aquest només queda un balcó (afegit posterior) i part dels murs de la façana i és un dels pocs elements conservats del antic poble de Vilanova del Camí.
És com una mena de lliri, en mig relleu centrat per dues fulles i del qual broten tres flors de lis.